# Geografia Indoneziei

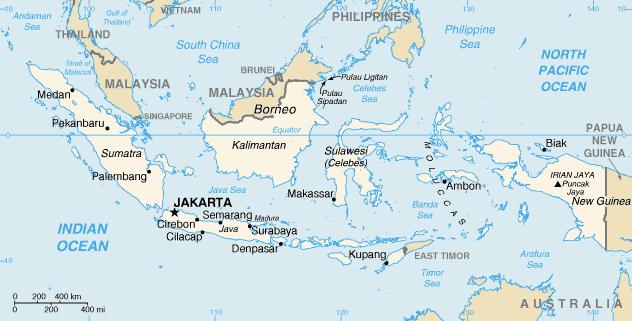
Harta Indonesiei

Situată între Asia și Australia, Indonezia este o țară strict insulară. Însumând circa 18.100 (număr neoficial) de insule răspândite pe o suprafață de lungime de 5.120 km de la vest la est și de lățime de 1.760 de km de la nord la sud în oceanul tropical, Indonezia este cel mai mare arhipelag din lume.  Aproximativ 4/5 din aceasta suprafață este ocupată de mare. 

## Suprafață
Oficial acest arhipelag are 13.677 insule, dintre care 6000 sunt nelocuite. Suprafața totală alcătuiește 1.900.000 km². 
Suprafața maritimă este de patru ori mai mare decât cea terestră, avand 7.900.000 km pătrați.
Cele cinci insule principale sunt: Sumatra, Java, Kalimantan, Sulawesi, si Irian Jaya. Arhipelagul este împărțit în trei grupuri: insula Java, Sumatra și Kalimantan, iar insulele mici dintre acestea se află pe pragul Sunda, care se intinde de la țărmul Malaeziei și Indochinei, unde adâncimea apei nu depășește 23 m. Irian Jaya, care aparține de insula Noua Guinee și insulele Aru se află pe pragul Sahul, care se întinde spre nord, de la coasta Australiei. Aici adâncimea apei este similară cu cea a pragului Sunda. Între aceste praguri se găsește grupul de insule Nusa Tenggara, Maluku șiSulawesi, unde adâncimea apei atinge 4575 m.

## Relief
Cele mai multe insule au un relief muntos, cu mulți vulcani activi. Cel mai devastator vulcan la erupție a fost Krakatau în 1883, făcând 36.000 de victime omenești. Vulcanul Agung, în 1963, a distrus în mare parte insula Bali, localnici au numit erupția „un semn de furie de la Dumnezeu”. În estul insulei Java, localnicii Tenggerese aduc ofrande vulcanului Bromo, al cărui crater mai fumegă și azi. În schimb, datorită acestor vulcani, Indonezia are unele din cele mai fertile soluri din lume.
Varful cel mai înalt este însă în Irian 
Jaya și are 5030 m.